# Takebe (Klan)

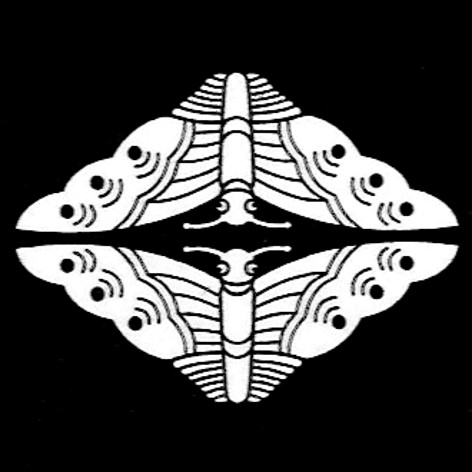
Wappen der Takebe („Takebe-Schmetterlinge“)

Die Takebe (japanisch 建部氏, Takebe-shi) waren eine Familie des japanischen Schwertadels (Buke) aus der Provinz Mino, die sich von Sasaki Yoritsuna (佐々木頼綱; 1242–1311) ableitete. Die Takebe gehörten während der Edo-Zeit mit einem Einkommen von 10.000 Koku zu den kleinen Tozama-Daimyō.

## Genealogie
Die Vertreter nach der Toyotomi-Zeit in dieser Gegend, die Takebe, erhielten nach ihrem Beitrag zur Eroberung der Burg Osaka im Sommer 1615 ein erhöhtes Einkommen, wurde damit zum Daimyō und wurden Herren auf der Burg Amagasaki. Aber bereits 1617 wurden sie von Tokugawa Ieyasu nach Hayashida versetzt.
Im Jahr 1617 errichtete Takebe Masanaga (建部政長; 1603–1672) auf den Überresten der aus der Sengoku-Zeit stammenden Burg Kuboyama (窪山城) ein Festes Haus (陣屋, Jinya) und benannte den Kuboyama um in Hijirigaoka (聖ヶ岡). Die Anlage lag westlich vom Hashita-Fluss auf einer bogenförmigen Anhöhe von 20 m über dem Grund, mit einer Ostwest-Ausdehnung von etwa 200 m und einer Nordsüd-Ausdehnung von etwa 100 m. Sie war von Mauern und Gräben umgeben und fasste nicht nur die Residenz, sondern auch die Wohnsitze der Vasallen, so dass man von einer kleinen Burgstadt sprechen kann. Der Wohnsitz des reichen Grundbesitzers Miki Sadayoshi (三木定良) und der Tempel Empuku-ji (圓福寺) wurden bei der Gelegenheit weiter nach Westen verlegt. 
Die Mauern und Gräben sind weitgehend erhalten geblieben und bilden heute den öffentlichen Park Hjirigaoka-kōen (聖ヶ岡公園).